# China Cup 2017
La Gree China Cup International Football Championship 2017 (in cinese: 2017年格力中国杯国际足球锦标赛), è stata l'edizione inaugurale della China Cup. Si è svolta dal 10 al 15 gennaio 2017 nella città di Nanning

## Partecipanti
Nel novembre 2016 sono stati resi noti i partecipanti al torneo.
| Squadra | Ranking FIFA (Dicembre 2016) |
| ------- | ---------------------------- |
| Cile    | 4                            |
| Croazia | 14                           |
| Islanda | 21                           |
| Cina    | 82                           |

## Incontri

### Tabellone
|  | Semifinali | Semifinali | Semifinali |      |         | Finale      | Finale      | Finale      |  |
|  |            |            |            |      |         |             |             |             |  |
|  | Cina       | Cina       | 0          |      |         |             |             |             |  |
|  | Cina       | Cina       | 0          |      |         |             |             |             |  |
|  | Islanda    | Islanda    | 2          |      |         |             |             |             |  |
|  | Islanda    | Islanda    | 2          |      | Islanda | Islanda     | 0           |             |  |
|  |            |            |            |      | Islanda | Islanda     | 0           |             |  |
|  |            |            | Cile       | Cile | 1       |             |             |             |  |
|  | Cile(dcr)  | Cile(dcr)  | Cile       | Cile | 1       | 1 (4)       |             |             |  |
|  | Cile(dcr)  | Cile(dcr)  |            |      |         | 1 (4)       |             |             |  |
|  | Croazia    | Croazia    | 1 (1)      |      |         | Terzo posto | Terzo posto | Terzo posto |  |
|  | Croazia    | Croazia    | 1 (1)      |      |         |             |             |             |  |
|  |            |            |            |      |         |             |             |             |  |
|  |            |            |            |      |         | Cina (dcr)  | Cina (dcr)  | 1 (4)       |  |
|  |            |            |            |      |         | Cina (dcr)  | Cina (dcr)  | 1 (4)       |  |
|  |            |            |            |      |         | Croazia     | Croazia     | 1 (3)       |  |

### Semifinali
| Arbitro: | Kim Jong-hyeok |

|  |           |                                 |
|  | Marcatori | 64’ Finnbogason 88’ Sigurðarson |

| Arbitro: | Fu Ming |

|                                  |                      |                       |
| Pinares 76’                      | Marcatori            | 13’ Andrijašević      |
| Vargas Galdames Beausejour Ramos | Tiri di rigore 4 – 1 | Pivarić Antolić Marić |

### Finale 3º - 4º posto
| Arbitro: | Ko Hyung-jin |

|                                                                |                      |                                          |
| Wang Jingbin 89’                                               | Marcatori            | 36’ Ivanušec                             |
| Yin Hongbo Chi Zhongguo Fan Xiaodong Wang Jingbin Wang Jinxian | Tiri di rigore 4 – 3 | Pivarić Ozobić Perošević Juranović Mišić |

### Finale
| Arbitro: | Ma Ning |

|  |           |           |
|  | Marcatori | 18’ Sagal |

## Marcatori
1 rete
- Wang Jingbin
- César Pinares
- Ángelo Sagal
- Franko Andrijašević
- Luka Ivanušec
- Aron Sigurðarson
- Kjartan Finnbogason